# Црква Свете Марине у Кривој Реци
Црква Свете Марине у Кривој Реци, насељеном месту на територији општине Чајетина, подигнута је у периоду од 2006. до 2014. године и припада Епархији жичкој Српске православне цркве.

## Архитектура цркве
Црква је саграђена по пројекту архитекте Бранка Игњатовића са Златибора, по узору на традиционална сакрална градитељска решења. То је крстообразна грађевина са полукружном олтарском апсидом, којој су придодате две полукружне конхе које имају функцију проскомидије и ђаконикона, где су и апсида и конхе засведене су полукалотама. Апсида је осветљена једином бифором на храму. Наос и бочни простори засведени су полуобличастим сводовима, који су видиљиви и споља, док је централни део наоса надвишен октогоналном куполом. На западној страни је припрата, чији је саставни део звоник на северној страни. Припрата је такође засведена полуобличастим сводом.
Приземље и спрат звоника повезани су степеницама, које уједно воде и на галерију. Звоник је у доњем делу затворен, а у горњем отворен, великим лучним отворима, на све четири стране. Црква је грађена од сиге са спојницама малтера и уметнутим редовима опеке, по два хоризонтална и један вертикални. Сви прозорски отвори на цркви и припрати-звонику, као и главни портал лучно су пресведени. На главној, западној фасади налазе се лучно пресведени мозаици са представама Христа и свете Марине. 
Читава црква покривена је квалитетним бакарним-лименим кровом. Иконостасна преграда направљена је од бетона и на њу су постављене иконе осликане на дрвету. У порти је, северо-западно од цркве, озидана камена чесма и клупе.